# Ященко Федір Єлисейович
Федір Єлисейович Ященко (1925, місто Четатя-Албе, Румунське королівство, тепер місто Білгород-Дністровський Одеської області — 1992, місто Миколаїв Миколаївської області) — український радянський діяч, 1-й секретар Миколаївського міськкому КПУ, генеральний директор Миколаївського машинобудівного заводу (виробничого об'єднання «Зоря») Миколаївської області. Депутат Верховної Ради УРСР 10-го скликання.

## Біографія
Народився в родині робітника. Трудову діяльність розпочав у 1942 році різноробочим залізничної станції Четатя-Албе (Білгород-Дністровський). До 1946 року працював техніком, інженером із технічного навчання 1-ї дистанції колії Одесько-Кишинівської залізниці.
У 1946—1951 роках — студент Одеського політехнічного інституту.
Член ВКП(б) з 1950 року.
У 1951—1955 роках — помічник майстра, старший конструктор цеху, заступник начальника і начальник цеху № 13 Чорноморського суднобудівного заводу № 444 у місті Миколаєві.
У 1955—1956 роках — заступник секретаря, а у 1956—1957 роках — секретар партійного комітету Чорноморського суднобудівного заводу імені Носенка у місті Миколаєві.
У 1957—1960 роках — 2-й секретар Миколаївського міського комітету КПУ Миколаївської області.
У 1960—1961 роках — 1-й секретар Миколаївського міського комітету КПУ Миколаївської області.
У 1961—1964 роках — головний інженер Миколаївського заводу «Дормашина» Миколаївської області.
У 1964—1978 роках — директор Миколаївського трансформаторного заводу імені Ленінського комсомолу Миколаївської області.
У 1978—1986 роках — директор Миколаївського машинобудівного заводу (генеральний директор Миколаївського виробничого об'єднання «Зоря») Миколаївської області.
У 1986—1992 роках — інженер-методист Миколаївського машинобудівного заводу (виробничого об'єднання «Зоря») Миколаївської області.

## Нагороди
- орден Леніна
- орден Жовтневої Революції
- два ордени Трудового Червоного Прапора
- орден «Знак Пошани»
- медаль «За доблесну працю. В ознаменування 100-річчя з дня народження Володимира Ілліча Леніна» (1970)
- медалі